# Baby Solís
Baby Solís (Tampico, Tamaulipas, México, 11 de septiembre de 1988) es una crítica de arte, curadora, divulgadora y escritora mexicana conocida por su proyecto, la página Obras de Arte Comentadas.

## Biografía
Aunque siempre tuvo interés por el arte, en un inicio Solís estudió la carrera de contabilidad en Tampico. No obstante, decidió cambiar de giro profesional tras mudarse a Monterrey y considerar viable la posibilidad de dedicarse a esta disciplina luego de entrar en contacto con distintas instituciones artísticas de la ciudad. Posterior a este suceso, estudió un diplomado en curaduría en Ciudad de México, para luego hacer la especialidad en Gestión museográfica en Casa Lamm  y la Maestría en Arte, Análisis y Decodificación de la Imagen Visual en el Instituto Cultural Helénico en la misma ciudad.
En este periodo trabajó como museógrafa y curadora entre Tampico y Ciudad de México.

## Obras De Arte Comentadas
Obras de Arte Comentadas es un medio digital enfocado en arte contemporáneo. En él, Solís promueve y recomienda artistas, exposiciones y distintas convocatorias del medio artístico, enfocándose principalmente en artistas que no habiten en ciudades grandes o que sean consideradas "capitales" del arte, siendo un medio descentralizado; a la vez que genera contenido para internet.
El proyecto surgió el 5 de diciembre de 2017, luego de que sus amigos le sugirieran crear una página específica para el contenido educativo que ya compartía en sus redes sociales personales.
Para 2020, de acuerdo con el crítico de arte y periodista mexicano Eduardo Egea, el medio ya era la plataforma de internet dedicada al arte contemporáneo más popular de México; argumentando que su labor más destacada consistía en "apelar a cómo el ejercicio crítico también se manifiesta visualmente —y no sólo a través de la crítica de arte—".